# Jan Mayensfield
Jan Mayensfield er en lufthavn beliggende på Jan Mayen. Landingsbanen er 1,5 km lang og dækket af grus.
Lufthavnen blev startet i august 1960, og det første fly, en Catalina, der tilhørende Luftforsvaret i Norge landede der allerede 17 i september 1960. Det første civile fly, en DC-4 fra Braathens SAFE, landede 29. oktober 1961.
Lufthavnen blev – med en god portion humor – opkaldt efter Jayne Mansfield, der på den tid var filmstjerne, men i mangel af et bedre forslag, blev navnet hængende ved landingsbanen.
Lufthavnen bruges primært af de norske væbnede styrker med C-130 Hercules. Lufthavnen er også brugt af ambulance, når det er nødvendigt at få syge eller tilskadekomne fiskere, sæljægere eller andre, der bor på eller i nærheden af øen.